# 稻盛和夫
稻盛和夫，KBE（日语：／ Inamori Kazuo */?；1932年1月21日—2022年8月24日）是日本企業家，為京瓷與第二電電（今KDDI）創辦人，曾任京瓷暨日本航空名譽會長（董事長）、公益財團法人稻盛財團理事長。

## 生平

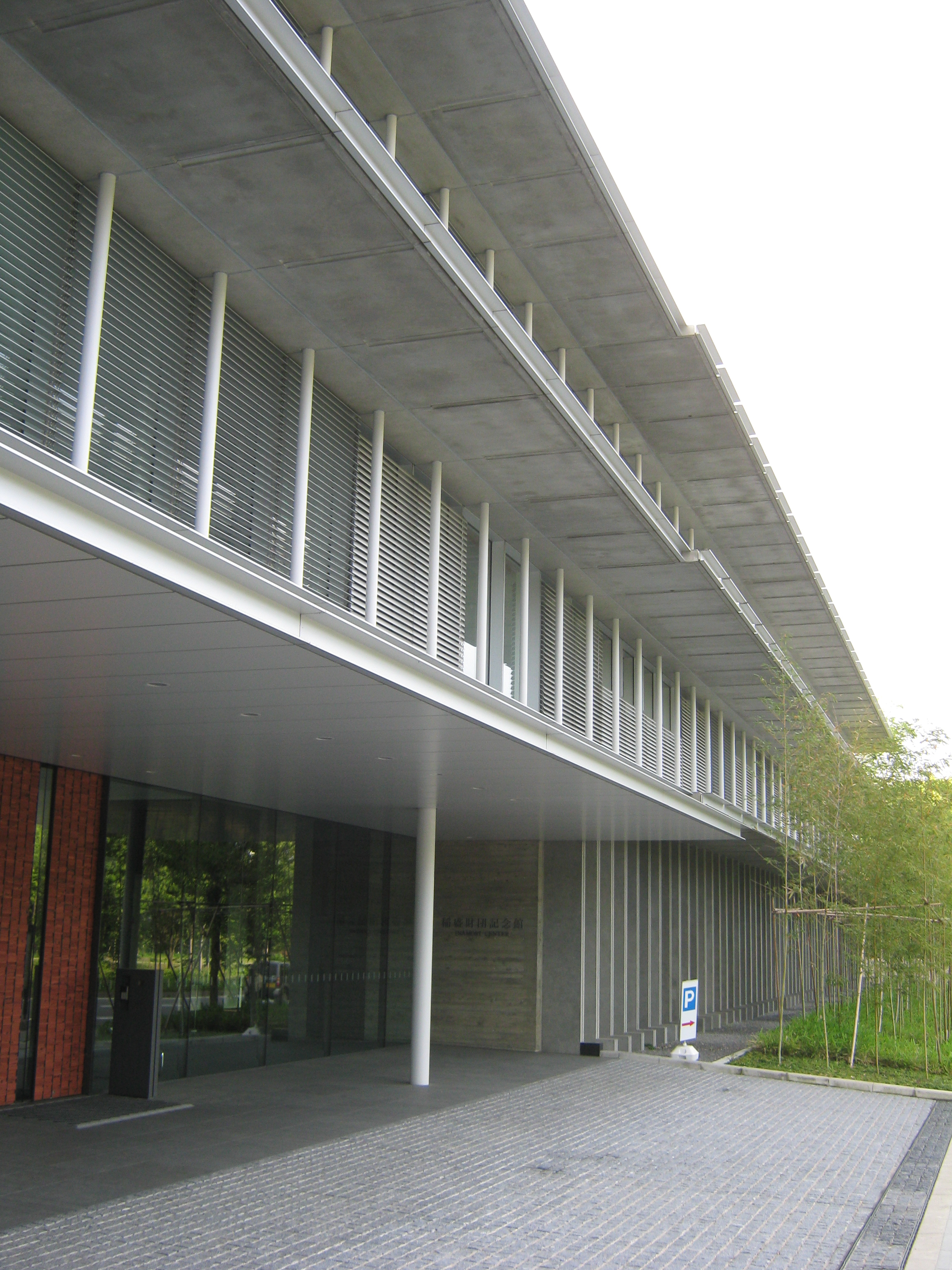
京都市左京区的稻盛财团纪念馆

稻盛出生於日本鹿兒島縣鹿兒島市藥師町。1955年畢業於鹿兒島大學工學部，曾就職於生產高壓電流絕緣體的「松風工業」工作。1959年創立京瓷，起初員工僅有8人，但因專注於陶瓷材料領域，加上稻盛自身研發的企業經營方法，使得京瓷得以發展為跨國科技大廠。1984年適逢日本施行電信自由化，在稻盛的主導下，京瓷與三菱商事、SONY、SECOM等大型企業合資成立「第二電電」（DDI），即現今日本三大電信業者之一的KDDI。
稻盛名下產業集團的銷售總額達1兆2000億日元。1984年，設立公益基金會「稻盛財團」、創建京都獎。此外，也創立了以培養年輕一代經營人士為宗旨的經營學堂「盛和塾」。其經營管理模式稱為「阿米巴經營」，透過如同變形蟲般的小組織式管理會計方法，使企業成員具有經營者的意識，達成企業「全員參與經營」的特點而廣為人知。
稻盛與日本民主黨關係密切，是熱心的民主黨支持者。2008年9月21日小澤一郎再度當選民主黨代表時，稻盛和夫作為嘉賓参加了有關儀式。2007年，在日本SUNMARK出版社主辦的慶祝稻盛和夫的《活法》在日本銷售突破50萬册的时候，小澤一郎專程出席。在2010年稻盛和夫接受中國《中国新闻周刊》專訪時，他表示很多年輕的民主黨國會議員、民主黨的主要幹部，經常找他商量政治上的一些問題。
稻盛1997年自京瓷退休後，在例行体检中查出得了胃癌，手術成功，同年九月在京都临济宗妙心寺派圓福寺出家修行。
2005年，擔任立命館小學校兒童顧問委員。
其妻朝子夫人，是被稱為「韓國農業之父」的禹長春四女。
2010年1月19日，具有國營背景的日本航空向東京地方法院申請破產保護，在民主黨鳩山政府的三顧茅廬下，稻盛和夫以78歲的高齡出任日航的會長（董事長），重整問題重重的日航。2011年日航實現會計年度的合併經營利潤達到2,049億日元，創歷史新高，並在2012年11月重新上市。
2013年3月19日，日航宣布稻盛和夫將於3月底辭去董事職務，完全退出經營前線，但仍會擔任純粹顧問性質的「名譽會長」一職。稻盛表示今後將會退出企業經營領域，工作重點將會放在稻盛財團、盛和塾等社會事業上。
稻盛和夫是著名的中日友好人士，2009年中國舉行國慶60周年閱兵慶典時，稻盛和夫受邀在觀禮台就坐。
2022年8月24日，因自然衰老，於京都市自家中過世，享耆壽90歲。

## 荣誉

### 外国勋章奖章
- 大英帝国爵级司令勋章（英国，2019年[9]）

## 头衔
- 京都工艺纤维大学经营协议会委员
- 财团法人稻盛财团理事长
- 财团法人日独文化研究所理事
- 财团法人京都大学教育研究振兴财团理事
- 财团法人日本经济研究奖励财团评议员
- 社団法人日本躾之会副会长
- 财团法人松下政经塾顾问
- 财团法人大河内纪念会顾问
- 财团法人国立京都国际会馆副理事长
- 社団法人京都モデルフォレスト協会特別顾问
- 财团法人花と緑的农艺财团评议员
- 财团法人鹿儿岛县文化振兴财团（日语：鹿児島県文化振興財団）理事长
- 上贺茂神社崇敬会顾问
- 京都福祉法人盛和福祉会理事长
- 巴拉圭共和国驻京都名誉领事[10]

## 主要著作
- 『稻盛和夫の実学 経営と会計』日本经济新闻社、2000年、ISBN 978-4532190064。
- 『生き方 人間として一番大切なこと』サンマーク出版、2004年、ISBN 978-4763195432。
- 『アメーバ経営 ひとりひとりの社員が主役』日本经济新闻社、2006年、ISBN 978-4532312954。
- 『人生の王道 西郷南洲の教えに学ぶ』日经BP社、2007年、ISBN 978-4822244996。
- 『二十一世紀の子供たちへ 君の思いは必ず実現する』财界研究所、2004年、ISBN 978-4879320407。
- 『「成功」と「失敗」の法則』致知出版社、2008年 など

## 关联条目
- TBS「いのちの響」
- NHK「知るを楽しむ」
- 松下幸之助
- 梅原猛
- 禹长春